# Radia Perlman
Radia Perlman (* 18. prosince 1951) je americká počítačová programátorka a síťová inženýrka. Proslavila se především svým vynálezem Spanning Tree Protocolu (STP), který v ethernetových LAN sítích odstraňuje smyčky. Ten vynalezla během své práce pro Digital Equipment Corporation. Významně také přispěla do mnoha jiných oblastí návrhu sítí a standardizace, jako jsou například link-state protokoly. Později vynalezla protokol TRILL, který odstraňuje nedostatky STP. V současné době pracuje pro Dell EMC.